# ابواب الروح السبعة
أبواب الروح السبعة، هي  رواية صوفية روحية مبنية على أساس العرفانية، للكاتب أيوب الحجلي
نشرت في دار أكتب للنشر والتوزيع، سنة الإصدار: 2016
صنفت ضمن أفضل مئة رواية عربية.

## سرد القصة
يقصد الكاتب في هذه الرواية إلى إعادة سرد التاريخ الإنساني بطريقة حكائية مشوقة، فيتوغل في ثنايا الأسطورة والحدث القديم ليصف روح الإنسان بشكل مفعم بالتأمل والتفكير والوعي؛ الذي أصر على ضرورته وأهميته "حسن حنفي" قائلا:«ويبدو أن أنواع الخطاب في الأدبيات المعاصرة قد تم استبعادها لحساب عمومية الخطاب وإخضاعها لمنطق لغوي ومنهج تحليلي واحد. وفي العمومية تختفي الخصوصية. فقد اتجهت المدارس اللغوية المعاصرة نحو الشكل دون المضمون وبالتالي لم تعن إلا بالألفاظ والتراكيب...» موضحا ان (أساسيات وفحوى الفكر) لا يمكن تخطيها في عملية الابداع؛ لانها تنقل من الخبرات المعرفية ما لا يمكن التخلي عنه أو تخطيه في تطوير الذائقة النقدية بشكل عام.

## مرتكزات العتبات
إن دراسة العتبات النصية في هذه الرواية لن يقف عند عرض النص الموازي المتمثل في العنوان، بل سيتطرق إلى النصوص المتصدرة أجزاء الحكاية (مقدمات/ عناوين فرعية) مما يساعد على وصول الأبواب الواحد تلو الآخر، في محاولة لكشف العلامات الأسلوبية التي يمكن أن يكون النص العتبة يحملها كرسالة مشفرة، وكيفية اعتماد الكاتب عليها  وعدها متكأ لإيجاز ما يسهم في عرضه من رؤى متن الحكاية لاحقا.
على هذا يمكن أن نعتبر العتبات وسائط هامة في بناء أسلوب الرواية بالشكل الذي يجعل تحوير التاريخ أمرا ممكنا ومقبولا، إذ إن الأهم هنا " ليس هو الأخذ بفكرة المطابقة بين الذات
والإبداع بطريقة آلية وبسيطة، بل هو مراعاة الوسيط بين الذات وما تريد التعبير عنه، أي الكيفية التي يتم بها للمبدع تحقيق طابع وجوده الخاص ضمن نوع أدبي، له وجود عام سابق على وجود المبدع نفسه" وهذا ما يجعل العتبات اليت تنتمي إلى أجناس أدبية مختلفة عن جنس الرواية والتي منها الحكمة، والأقوال المأثورة، أو الفلسفة والخطاب الصوفي (مجازا)تمثل صيغة بيانية معنوية خاصة، تعمل على تكثيف المعنى المراد التعبير عنه داخل حكاية قد لا تكشف كل آفاق الرؤية المشار إليها إلا بالاستعانة بمحولات العتبة.